# Dictionnaires Le Robert
Pour les articles homonymes, voir Robert.
Dictionnaires Le Robert (aujourd'hui Éditions Le Robert) est une maison d'édition française, créée en 1951 par Paul Robert sous le nom de Société du nouveau Littré (SNL), et spécialisée dans la publication de dictionnaires de la langue française.
La marque est exploitée par la société Sejer, elle-même propriété d'Editis.

## Historique

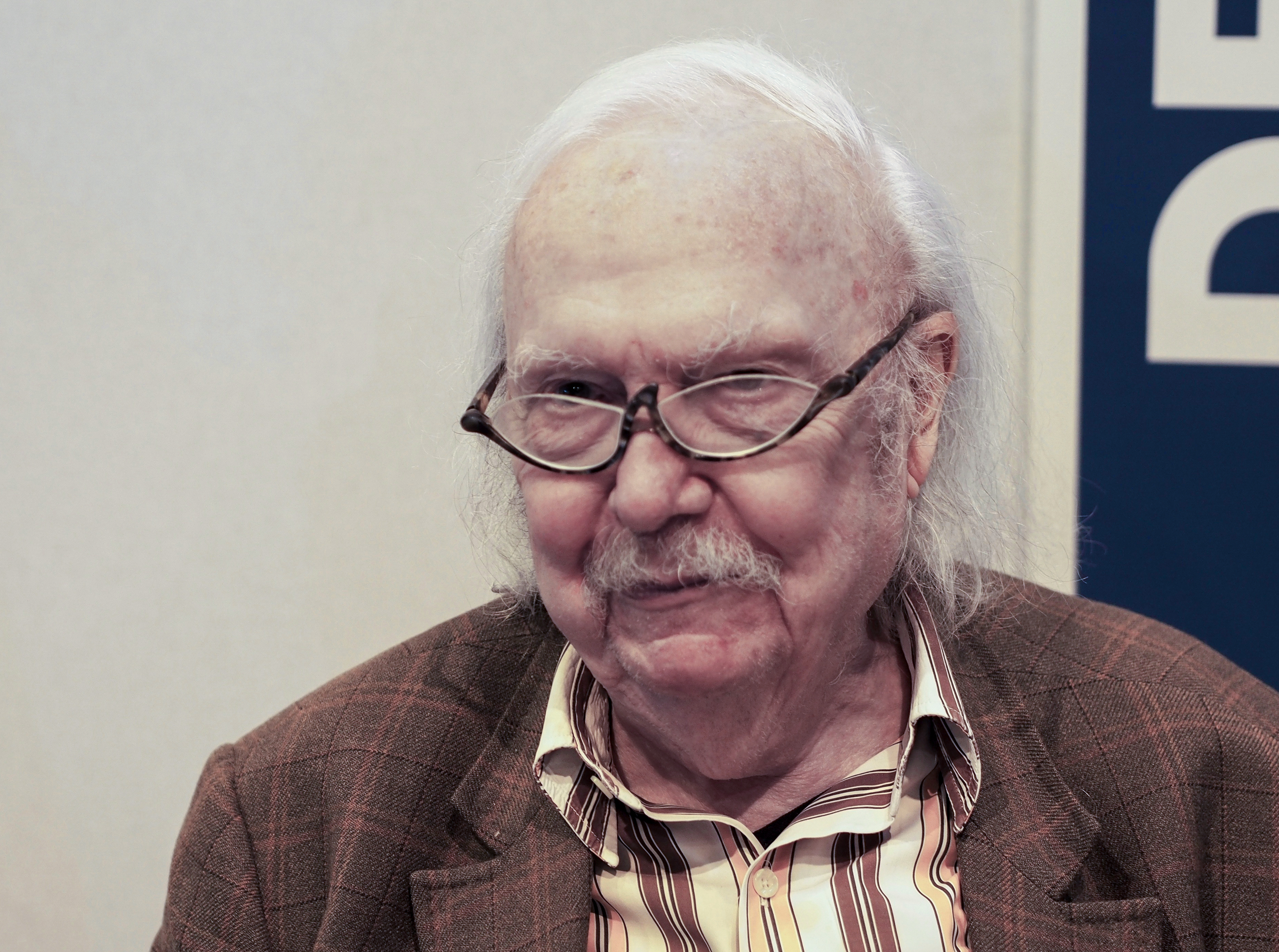
Alain Rey, ancien rédacteur en chef des Dictionnaires Le Robert.

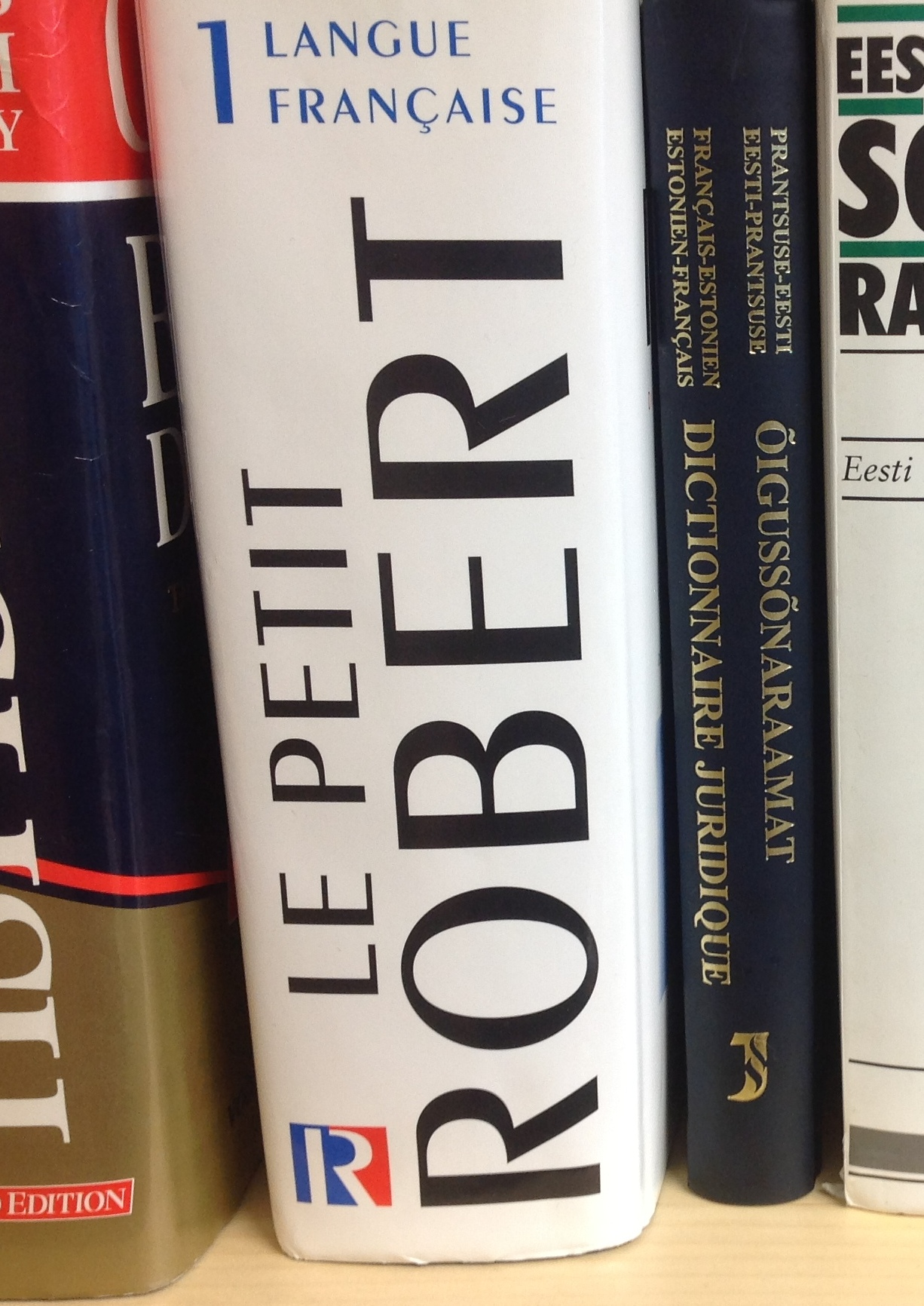
Le Petit Robert.

En 1967, lors de la sortie de la première édition du dictionnaire Le Petit Robert, Le Nouvel Observateur écrit : « Enfin un dictionnaire de gauche ! »
Le Petit Robert fait l'objet d'une nouvelle édition chaque année, avec 150 à 200 nouveaux mots et sens nouveaux. L'édition 2017, soulignant le 50e anniversaire du dictionnaire, est une édition spéciale illustrée d'œuvres originales de la peintre Fabienne Verdier.
Dans l'équipe éditoriale figuraient notamment, jusqu'à leur décès, les lexicographes Alain Rey, rédacteur en chef des publications, et Josette Rey-Debove.

« L'idéologie de l'élite, des couches supérieures, ignore superbement ou juge sévèrement […] tout autre usage que le sien. Au contraire le Petit Robert est ouvert à la diversité, à la communication plurielle ; il veut combattre le pessimisme intéressé et passéiste des purismes agressifs comme l'indifférence molle des laxismes. Le français le mérite. »

— Alain Rey, postface du Petit Robert 2007, p. XXV

## Principales publications
- Le Petit Robert
  - 60 000 mots
  - 300 000 sens
  - 150 000 synonymes et contraires
  - 75 000 étymologies
  - 35 000 citations littéraires

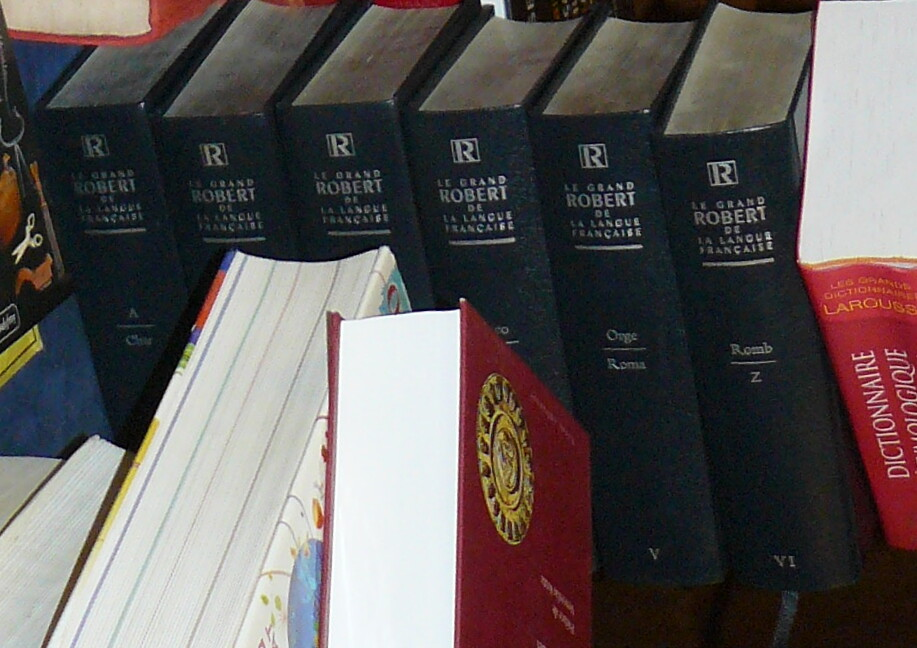
Le Grand Robert de la langue française en 6 volumes.

- Dictionnaire historique de la langue française
  - plus de 95 000 mots, expressions et locutions[3]
- Le Grand Robert (Dictionnaire alphabétique et analogique de la langue française)
  - 500 000 mots, 350 000 sens
  - 25 000 expressions, locutions et proverbes
  - un million de liens hypertexte
  - 350 000 citations et 2 200 notices biographiques des auteurs cités
- Le Grand Robert des noms propres
  - 42 000 articles
  - 4 500 illustrations couleurs et noir & blanc, 210 cartes
- Le Petit Robert des noms propres
  - 40 000 noms propres
- Le Grand Robert & Collins
  - 425 000 mots et expressions, plus d'un million de traductions, 45 000 mots composés
  - 100 000 mots prononcés : 85 000 en anglais et 15 000 en français
  - Dictionnaire de synonymes dans chaque langue
- Le Robert junior[4]
  - 20 000 mots, 40 000 sens
  - 28 000 exemples d'emploi
  - 450 notices de noms propres
  - 10 000 mots illustrés
  - 7 000 mots difficiles prononcés
  - 600 sons et bruitages, instructifs et amusants
  - Les conjugaisons : tous les modes et temps

### Autres publications
Parmi de nombreuses autres publications, on peut citer le Dictionnaire universel de la peinture fut édité en 1975 sous la direction de Robert Maillard (6 volumes d'environ 500 pages chacun).
Le Robert publie également une large gamme de livres autour de la langue française qui ne sont pas des dictionnaires (essais, ouvrages parascolaires, mots fléchés...).

### Versions numériques
Le Grand Robert, Le Petit Robert et Le Grand Robert & Collins (dictionnaire bilingue français-anglais) sont les principaux titres disponibles en version numérique. Autrefois commercialisés sur CD-ROM, puis en logiciels à télécharger, ils sont aujourd'hui accessibles en abonnement sur Internet, pour le grand public et les professionnels (entreprises, institutions, collectivités…). Le Petit Robert existe également en application mobile sous iOS pour iPhone/iPad, ainsi que le dictionnaire Le Robert illustré, sous le nom Le Robert mobile.
Les dictionnaires scolaires (Le Robert Collège, Le Robert Junior) sont également proposés sur abonnement dans l'Éducation.
Depuis 2014, Le Robert commercialise également un correcteur d'orthographe pour PC/Mac, sous le nom Le Robert Correcteur, développé en partenariat avec la société Diagonal.
Un dictionnaire en ligne gratuit, Dico en ligne Le Robert, est également proposé depuis 2020. Il contient moins d'entrées que Le Petit Robert, et des définitions plus courtes. En 2021, l'intégration dans cette édition du pronom iel, un néopronom inclusif « rare »« pour évoquer une personne quel que soit son genre » , suscite en France une polémique portée par des groupes conservateurs sur la « culture woke »,. Le pluriel iels et la forme alternative ielle (au pluriel ielles) sont aussi mentionnés,.